# Michele Greco
Michele Greco (Palermo, 12 maggio 1924 – Roma, 13 febbraio 2008) è stato un mafioso italiano legato a Cosa nostra.
Era soprannominato 'u Papa (il Papa) per la sua abilità a mediare tra le varie famiglie mafiose.
È stato il capo dei capi di Cosa nostra dal 1978 al 1986 quando è stato arrestato.

## Biografia

### Gioventù

Albero genealogico dei due rami della Famiglia Greco.

Nato e cresciuto tra Croceverde e Ciaculli, frazioni rurali della città di Palermo, figlio di Giuseppe Greco, detto Piddu ‘u tenente, e Caterina Ferrara, fu il terzo di sei figli: Francesco, nato il 18 gennaio 1921 e di professione medico chirurgo; Giuseppe, nato il 24 agosto 1922 e ucciso a Ciaculli il 1º ottobre 1939; Salvatore, detto "il Senatore", nato il 7 luglio 1927, Antonio, nato il 9 settembre 1949, possidente, sposato con la figlia di Antonino Cottone, capo della cosca di Villabate; e Rosa, nata il 16 novembre 1930. La sua famiglia fu protagonista di una faida con dei lontani parenti che portavano lo stesso cognome; il loro capofamiglia, che pure si chiamava Giuseppe, era a capo della famiglia mafiosa di Ciaculli e padre di Salvatore "Cicchiteddu" Greco. 
Il padre di Michele, prima di divenire capomafia della zona di Croceverde, era stato gabellotto dei conti Tagliavia, che possedevano un terreno di trecento ettari coltivato a mandarini. Il suo forte ascendente verso le persone di quella zona era dovuto alle sue conoscenze con personaggi di rilievo di Villabate, oltre che alla sua grande personalità. La sua famiglia aveva sempre vissuto in pace con quella di Salvatore Cicchiteddu, fino a quando, nel settembre del 1939, durante la festa del Crocifisso a Ciaculli, Giuseppe e Francesco Greco (fratelli di Michele), Francesco Buffa, Domenico Bonaccorso, Salvatore Lamantia e Antonino Chiofalo portarono fuori dalla Chiesa una panca per sedersi e s'allontanarono. Il loro posto venne preso da altri partecipanti, fra cui un cugino dei Greco, anch'egli di nome Francesco. Giuseppe li avvertì di alzarsi, ma proprio Francesco non volle e, dopo numerose sollecitazioni, colpì con un pugno Domenico Bonaccorso al viso. Seguì una breve colluttazione tra i due che venne subito sedata. 
La questione non si interruppe qui in quanto i due gruppi si trovarono a fronteggiarsi lungo la strada per Croceverde. Francesco Greco (cugino di Michele) uscì all'improvviso armato di pistola e coltello sfidando Bonaccorso a farsi avanti; insieme a lui si trovavano anche il fratello Paolo, Salvatore Pace e Giovanni Spuches. Francesco Greco rimase ferito lievemente, mentre dalla parte opposta perse la vita Giuseppe, fratello di Michele. Per questo fatto la corte d'Assise di Palermo condannò i colpevoli a trent'anni di reclusione (ridotti a 16 e 18 anni in seguito al ricorso degli imputati con sentenza del 6 gennaio 1946). Nello stesso anno, il padre di Michele si vendicò del torto subito facendo uccidere Pietro e Giuseppe Greco, rispettivamente padre e zio degli autori del precedente omicidio. La reazione dei Greco di Ciaculli non si fece attendere e poco dopo vennero uccisi due uomini di Piddu. S'arrivò al culmine della vicenda il 17 settembre 1947, quando i due clan si affrontarono con bombe a mano e mitra nella piazza di Ciaculli; ci furono cinque morti, uno dei quali venne finito a coltellate dalla vedova e dalla figlia del Giuseppe Greco di Ciaculli (rispettivamente madre e sorella di Cicchiteddu).
Tutti questi avvenimenti costarono al padre di Michele la convocazione da parte degli altri boss della mafia che lo obbligarono a riportare la situazione di pace fra i due clan. La pace era fortemente voluta anche da Antonino Cottone, capo della cosca di Villabate che fece intervenire il boss Joe Profaci: egli andò a Palermo da Brooklyn per porre fine allo scontro; Giuseppe Greco divenne così il nuovo capo della cosca di Ciaculli-Croceverde. Nel frattempo, Michele e suo fratello Salvatore erano entrati a far parte di Cosa nostra. Il 9 novembre 1963 il padre di Michele venne denunciato per associazione a delinquere per cui venne condannato in primo grado a 3 anni di soggiorno obbligato che in appello diventò una più blanda sorveglianza speciale. Anche due anni più tardi, quando fu arrestato, gli fu imposta una sorveglianza speciale da effettuarsi a Giardini.
Testimoniò il collaboratore di giustizia Totuccio Contorno: «Michele Greco è un grande 'infamone' perché, non so se l'avete letto, l'ho pubblicato sui giornali, suo padre era un infame. ( [...] ) perché negli anni '50 successe una lite fra i Greco di Ciaculli e i Greco di Croceverde Giardina. In questa lite ci scappò un morto il fratello di Michele Greco. (...) Il fratello di Michele Greco è stato ammazzato da un suo compagno, non sono i Greco di Ciaculli a ucciderlo. Un compagno del fratello di Michele Greco ha preso la pistola ed ha sparato ai Greco di Ciaculli, ma non li ha colpiti ed ha colpito il fratello di Michele Greco. Giuseppe Greco, 'u piddu tenente', padre di Michele Greco, si costituì parte civile, facendo prendere a quattro persone, un certo Paolino Greco, un certo Salvatore Di Pace ed altri due di cui non ricordo il nome, ben 120 anni di carcere. Un personaggio di grande importanza e rilievo, un mafioso, non doveva fare una cosa del genere».

### Anni settanta
In quel periodo Michele Greco per gradi si impossessò gradualmente della fortuna del conte di Tagliavia e con altre famiglie dei dintorni di Palermo controllava gran parte dei rifornimenti idrici della città: riceveva finanziamenti per i suoi pozzi dalla Cassa del Mezzogiorno e ricavava enormi profitti dalla vendita dell'acqua all’acquedotto municipale; il comune, dietro regolari contratti, acquistava più di un terzo del fabbisogno idrico cittadino soprattutto in estate perché l'erogazione pubblica era insufficiente.
Nonostante si definisse un uomo “tutto casa e chiesa”, Michele assunse una posizione determinante all'interno della seconda guerra di mafia. Nei primi tempi, intorno al 1974 circa, era conosciuto come un signorotto di campagna che amava circondarsi di conti, marchesi, prefetti e presidenti di corti d'appello. Il figlio Giuseppe (conosciuto anche con il nome d'arte di Giorgio Castellani) divenne regista e produttore cinematografico di B-movies e commedie sexy, come Crema, cioccolata e... paprika (1981) con Franco e Ciccio, cui Michele Greco contribuì con generosi finanziamenti. Nel 1974 divenne capomandamento della zona sud-orientale di Palermo (quartieri Ciaculli-Croceverde-Corso dei Mille-Brancaccio-Roccella) al posto di Giovanni Prestifilippo (padre di Mario) entrando a far parte della Commissione provinciale.
Nella primavera/estate del 1977 le riunioni di mafia si tenevano sempre presso la Favarella, la tenuta di Greco che aveva l'ingresso principale in fondo alla via Conte Federico e si estendeva dalla chiesetta diroccata di Maredolce fino agli ultimi giardini di Ciaculli. Greco metteva a disposizione la sua tenuta a Gaetano Badalamenti, Stefano Bontate e Salvatore Inzerillo per le loro periodiche riunioni acquistando prestigio e diventando il saggio della compagnia oltre ad essere il più pacifista e moderato. In quel periodo tutti i discorsi riguardavano i Corleonesi anche se nessuno poteva sapere che il padrone di casa Michele Greco si sarebbe poi segretamente accordato proprio con i Corleonesi.
Difatti solo indebolendo Badalamenti e Bontate poteva crescere lui e così si era associato a Totò Riina e Bernardo Provenzano, di cui appoggiò la decisione di uccidere il tenente colonnello Giuseppe Russo fornendo il suo uomo di fiducia Giuseppe Greco detto "Scarpuzzedda" per fare parte del commando di sicari che compirono l'uccisione del colonnello Russo a Ficuzza. Bontate e Giuseppe Di Cristina, capo della famiglia di Riesi, si erano opposti invano; dopo l’omicidio, alla richiesta di spiegazioni, Greco fece presente di essere stato tenuto all’oscuro e Di Cristina e Pippo Calderone lo accusarono di essere un burattino nelle mani dei Corleonesi.
Il 10 aprile 1978, Riina durante una riunione della Commissione chiese ed ottenne l'espulsione di Badalamenti per l'omicidio di Francesco Madonia, capo della cosca di Vallelunga Pratameno che era legato a lui. A maggio Michele Greco prese il suo posto e iniziò a fare da intermediario fra lo schieramento di Riina e quello di Bontate. Greco, per volere di Riina, iniziò a essere chiamato da tutti “il Papa” per la sua capacità di mediare tra le parti avverse.
Questa guerra iniziò in sordina nel 1978-1980; nella Commissione vennero inseriti Giovanni Scaduto per il mandamento di Bagheria e Giuseppe Greco “Scarpuzzedda”, che sostituiva Michele Greco nella Commissione come capomandamento di Ciaculli. Questo provvedimento relegò Michele Greco in una posizione sempre più marginale a causa della sua scarsa personalità e della sua sottomissione al dominio dei Corleonesi. Stefano Bontate e Giuseppe Di Cristina rimproverarono a Greco un atteggiamento subalterno a Riina e soci che lui negò. Il 30 maggio venne assassinato a Palermo, dai soldati di Riina, Giuseppe Di Cristina e ciò venne visto da Inzerillo come un'offesa nei suoi riguardi in quanto il delitto avvenne nel suo territorio. L'8 settembre venne ucciso a Catania Pippo Calderone. Alle rimostranze di Bontate e Inzerillo che lamentavano di non essere stati consultati, Greco replicò dicendo che Di Cristina era diventato un confidente dei Carabinieri.

### Anni ottanta
Nel 1981 Stefano Bontate decise di eliminare Salvatore Riina e a quel proposito, Michele Greco disse una cosa molto significativa: “Stefano si è messo dalla parte del torto”, in quanto uccidere un membro di Cosa nostra senza l'autorizzazione della Commissione aveva come pena prevista la morte. Riina riuscì quindi ad anticipare le mosse di Bontate grazie a Greco che gli rivelò il complotto del Bontate e il 23 aprile, nel giorno del suo quarantaduesimo compleanno, Bontate venne ucciso da Giuseppe Greco e Giuseppe Lucchese, uomini di Michele Greco "prestati" a Riina. L'11 maggio cadde anche Salvatore Inzerillo, tradito da uno dei suoi fedelissimi. Nonostante viaggiasse in una macchina blindata, venne sorpreso sotto l'abitazione di un'amante.
Nell'estate del 1982 l'Ufficio istruzione guidato da Rocco Chinnici denunciò 162 appartenenti all'organizzazione e venne ricostruito l'organigramma della mafia palermitana: per la prima volta Michele Greco venne descritto come il capo assoluto dell’organizzazione. Nel rapporto del vice capo della mobile Ninni Cassarà, ribattezzato “Michele Greco e altri 161”, si ricostruivano le confidenze che un giovane mafioso, Salvatore Di Gregorio, fece agli inquirenti circa la posizione di assoluto rilievo di Greco in Cosa nostra ma venne fatto sparire subito dopo. Il 17 agosto, poco più di un mese dopo il deposito del rapporto, l'Ufficio istruzione emise un mandato di cattura per 87 persone - appartenenti sia all’ala moderata che a quella emergente (fra cui i latitanti Giuseppe, Salvatore e Michele Greco, Salvatore Riina, Bernardo Provenzano e Salvatore Montalto) - per associazione a delinquere finalizzata al narcotraffico e per altri fatti commessi fino al 12 luglio di quell’anno. La grande novità era il ruolo attribuito a Michele Greco, figura fino a quel momento praticamente sconosciuta alla polizia; era stato interrogato per la prima volta solo nel 1980 poiché, nel corso di indagini bancarie condotte dal giudice istruttore Giovanni Falcone, casualmente si era scoperta una grossa transazione finanziaria tra Greco e Giovanni Bontate, fratello di Stefano e tra i principali imputati per traffico di stupefacenti nel processo Spatola.
Il 30 novembre, in piena seconda guerra di mafia, Michele Greco invitò i suoi associati Rosario Riccobono, Salvatore Scaglione, Giuseppe Lauricella, il figlio Salvatore, Francesco Cosenza, Carlo Savoca, Vincenzo Cannella, Francesco Gambino e Salvatore Micalizzi alla tenuta della Favarella per una grigliata all'aperto, facendogli credere di essere loro amico. Erano presenti anche Totò Riina e Bernardo Brusca, i quali dopo il pranzo attirarono gli altri invitati in una trappola con l'aiuto di Michele Greco e li strangolarono o li uccisero a colpi di pistola con l'aiuto di Giuseppe Greco “Scarpuzzedda”, Giovanni Brusca e Baldassare Di Maggio, buttando poi i cadaveri in recipienti pieni di acido: il massacro alla Favarella venne attuato perché Riina non poteva tenere sotto controllo Riccobono e gli altri, ed aveva bisogno di toglierli di mezzo per ricompensare altri suoi alleati palermitani, soprattutto Giuseppe Giacomo Gambino, con la spartizione del territorio già appartenuto a Riccobono e agli altri boss uccisi alla Favarella.
In seguito al massacro delle famiglie durante la seconda guerra di mafia, John Gambino, importante esponente della Famiglia Gambino di Brooklyn, giunse a Palermo per salvare i superstiti della Famiglia Inzerillo dalla furia dei Corleonesi. Anche in quest'occasione Michele Greco ebbe una grande importanza in quanto riuscì a mediare tra Riina e Gambino. L'incontro si risolse con una frase simbolica da parte di quest'ultimo: “adesso comanda Corleone” e si accordò con Riina affinché gli Inzerillo avessero avuta salva la vita a condizione di non tornare più in Sicilia.
Nel 1983 Chinnici emise un altro mandato di cattura per gli stessi indagati e per gli stessi reati contestati fino al 18 gennaio di quell’anno. Il 31 maggio Chinnici emise un terzo mandato per 125 persone per associazione a delinquere finalizzata allo spaccio di droga contestata fino al 5 maggio. Sempre nell’ambito della stessa inchiesta, Chinnici coordinò un’operazione conclusasi con un quarto mandato emesso da Giovanni Falcone il 9 luglio a carico di 14 indagati tra i quali i Greco; tra i reati ipotizzati il tentato omicidio di Salvatore Contorno e l’omicidio del generale Carlo Alberto dalla Chiesa, di tre carabinieri e dei boss Alfio Ferlito, Stefano Bontate e Salvatore Inzerillo. Cosa nostra reagirà uccidendo il giudice Chinnici venti giorni dopo. Dopo la diffusione del rapporto dei 162, Greco si diede alla latitanza. Le confessioni dei pentiti consentirono anche di ricostruire il business che avrebbe contribuito ad arricchire Greco.
Sempre nel 1983 Greco venne anche accusato dal "confidente" libanese Bou Chebel Ghassan di aver organizzato l'attentato mafioso che costò la vita al giudice Chinnici e agli agenti di scorta. In seguito, grazie alle dichiarazioni di Tommaso Buscetta, venne colpito da un altro mandato di cattura per associazione mafiosa ed omicidio il 29 settembre 1984 durante il grande blitz di San Michele che portò all'emissione di 475 ordini di cattura, fra cui quelli per l'ex sindaco di Palermo Vito Ciancimino e quelli per i potenti esattori Nino e Ignazio Salvo. Circa due mesi prima, aveva ricevuto la sua prima condanna all'ergastolo insieme al fratello Salvatore (detto "il Senatore") come mandanti della strage Chinnici.
Michele Greco venne arrestato il 20 febbraio 1986, a pochi giorni dall’inizio del maxiprocesso, durante una vasta operazione dei carabinieri finalizzata alla ricerca dei latitanti. Grazie a una soffiata, venne trovato in un casolare sperduto nelle campagne di Caccamo, a una cinquantina di chilometri da Palermo, dove si nascondeva sotto il nome di Giuseppe Di Fresco nato il 22 gennaio 1926 a Palermo. Dopo aver rintracciato la moglie del Di Fresco, ormai vedova da alcuni anni, venne svelata la vera identità di Greco, latitante da quattro anni.
L'arresto venne camuffato sotto “la grande operazione” per coprire la fonte che aveva permesso alle forze dell'ordine di entrare nel covo del latitante. Michele Greco fu infatti tradito da un giovane, Benedetto Galati, che oltre a curare il suo fondo, aveva vissuto con tutta la sua famiglia nella tenuta di Favarella. Tutto ciò si scoprì solo alcuni mesi dopo, quando Benedetto Galati venne assassinato a colpi di lupara. Il Galati avvisò inizialmente le forze dell'ordine con una lettera anonima con scritto “Se volete Michele Greco, seguite attentamente le mie istruzioni”. Successivamente avvenne un incontro tra il giovane e un ufficiale del carabinieri a Monreale, durante il quale Galati confessò. “Michele Greco si nasconde in una casa in campagna nelle campagne di Caccamo, alle spalle della diga sul fiume San Leonardo, andateci e lo troverete”.
L'operazione, che vide l'impiego di un centinaio di agenti, scattò all'alba. Dopo alcuni minuti che era stato fermato, Michele Greco confessò: “Bravi, siete stati bravi, io sono Michele Greco.”
L'11 giugno 1986 Michele Greco si presentò nell'aula bunker dell'Ucciardone durante un'udienza del primo maxiprocesso a Cosa nostra in cui era imputato e disse: “Io sono stato rovinato dalle lettere anonime. Mi ha rovinato l'omonimia con i Greco di Ciaculli, mentre io appartengo ai Greco di Croceverde-Giardini. La violenza non fa parte della mia dignità.”. Continuò dicendo: “È una vita ordinaria la mia, sia da scapolo che da sposato. Mi hanno descritto come un Nerone, come un Tiberio, solo perché il mio nome fa cartello, costruendo un mare, una montagna di calunnie attorno al mio nome”.

Ammise di aver conosciuto Stefano Bontate, in quanto quest'ultimo si recava spesso a caccia nella sua tenuta. Riguardo alle dichiarazioni dei pentiti: “Le accuse contro di me sono una valanga di fango. I pentiti usati dalla giustizia sono solo dei criminali falliti che per farla franca non esitano a dire falsità e calunnie. Non dico che i magistrati non li debbano prendere in considerazione perché fanno il loro lavoro nel modo migliore, ma se alle dichiarazioni dei pentiti non seguono fatti o prove, allora devono subire lo stesso trattamento delle lettere anonime. Mi chiamano il “papa” ma io non posso paragonarmi a loro, neanche a quello attuale, anche se per la mia fede e la mia coscienza pulita posso essere uguale se non superiore a loro. Della mafia so quello che sanno tutti. La droga mi fa schifo solo parlarne. Tutto quello che posseggo è frutto del mio lavoro e dell'eredità dei miei genitori. Non ho mai abbandonato la casa dove mi trovavo nella latitanza e dove mi hanno trovato i carabinieri, ho lavorato in campagna, comprato e venduto bestiame”.

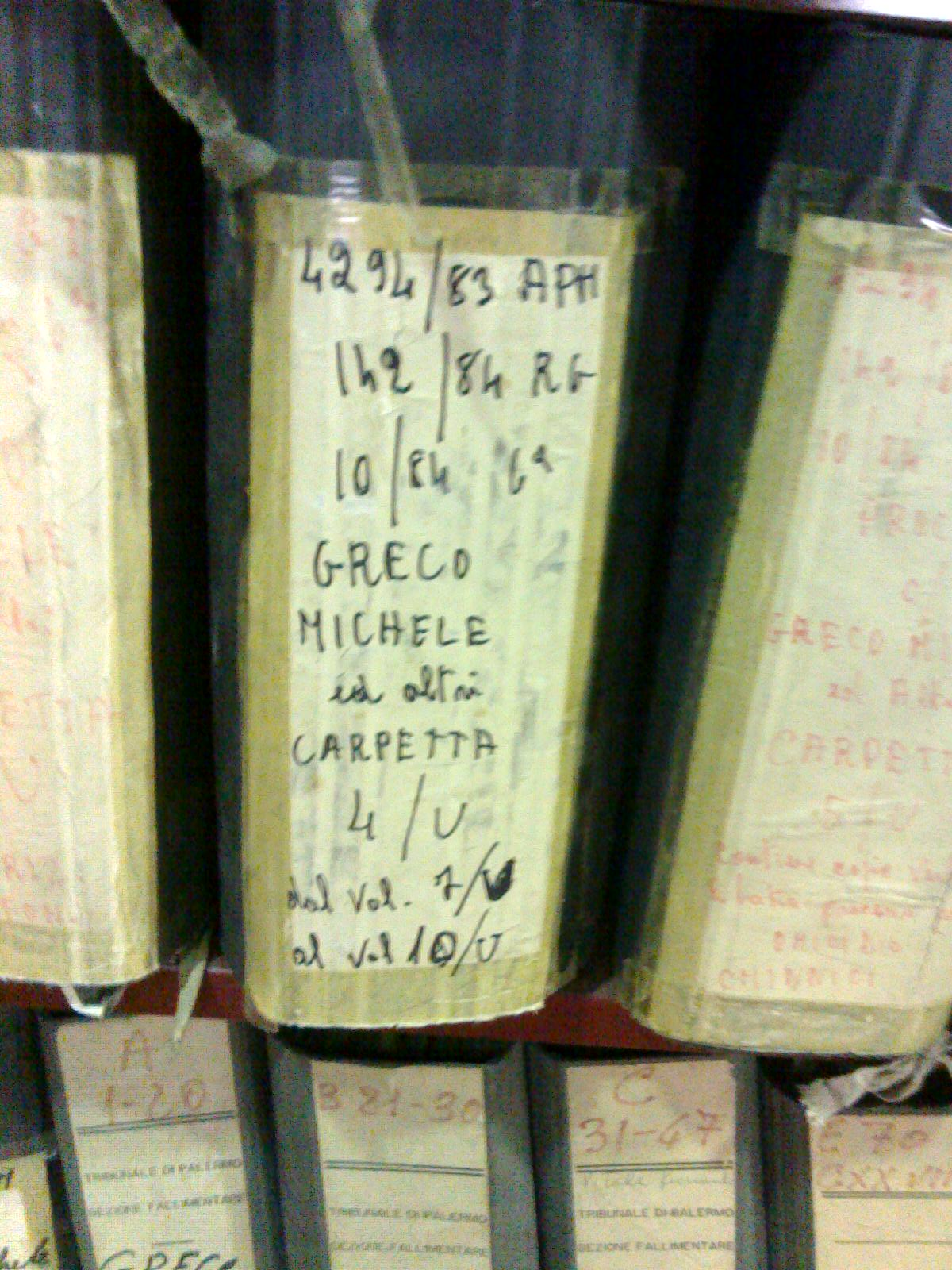
Faldone del maxiprocesso su Michele Greco conservato presso il Centro di documentazione sulla mafia, Corleone, Sicilia

A suo dire le disgrazie giudiziarie cui era andato incontro nacquero nel momento in cui un suo cugino, Salvatore "Cicchiteddu" Greco, venne accusato di associazione mafiosa e comparì alla sbarra nel processo di Catanzaro: “Tra gli anni Sessanta e Settanta questo nome Greco era sempre in prima pagina. Buscetta? Bisognerebbe chiederlo a lui chi gliel’ha ordinato. Perché Buscetta è un portavoce. E bisogna chiederlo anche all’altro, a Contorno. Mi accusano? E io rispondo alle accuse e dimostro a questa Corte che ciò di cui mi accusano è falso”. Sia Contorno che Buscetta avevano raccontato di essere stati spesso alla Favarella ma Michele Greco negò di averli mai frequentati. Affermò altresì che la tenuta era frequentata anche da ufficiali dei carabinieri (citando il colonnello Russo assassinato a Ficuzza), da alti magistrati, nonché da un numero di persone tale da impedire in ogni caso che nel fondo si esercitassero attività illecite come raffinerie di cui parlava Contorno.
L'11 novembre 1987, nell'ultima udienza del maxiprocesso, poco prima che la corte si ritirasse in camera di consiglio, Michele Greco chiese e ottenne la parola. “Io desidero fare un augurio. Vi auguro la pace signor presidente, a tutti voi auguro la pace perché la pace è la tranquillità e la serenità dello spirito e della coscienza e per il compito che vi aspetta la serenità è la base fondamentale per giudicare. Non sono parole mie, sono parole di Nostro Signore che lo raccomandò a Mosè: quando devi giudicare, che ci sia la massima serenità, che è la base fondamentale. Vi auguro ancora, signor presidente, che questa pace vi accompagni per il resto della vostra vita”.
Con queste parole si chiuse il processo. Il 16 dicembre 1987, dopo 638 giorni di dibattito, 35 giorni di camera di consiglio, la Corte d'Assise di Palermo emise la sentenza: Michele Greco e altri diciotto capimafia vennero condannati all'ergastolo.
Greco tornò al centro dell’attenzione due anni più tardi quando fu tirato in ballo dal magistrato Alberto Di Pisa, riconosciuto come “il Corvo” che aveva mandato delle false lettere alle più alte cariche dello Stato sostenendo tesi strampalate. Secondo il magistrato, Giovanni Falcone avrebbe avuto un rapporto eccessivamente amichevole con Greco rammentando come questi lo avrebbe abbracciato al termine di un interrogatorio senza che Falcone si fosse sottratto. Oltretutto, dopo un colloquio in carcere avuto con Falcone, Greco fu vittima di un’aggressione finalizzata ad accertare se ci fosse una disponibilità alla collaborazione che non ci fu.

### Anni novanta e duemila
Nel gennaio del 1991 finì anche la latitanza di Salvatore Greco "il Senatore" che dopo dieci anni si consegnò nelle mani degli inquirenti a causa delle sue pessime condizioni di salute: dopo una crisi cardiaca avuta all’ospedale civico di Palermo fu sua moglie ad avvertire la polizia che il marito aveva deciso di costituirsi. Secondo i giudici, mentre Michele sedeva sul trono di Cosa nostra, Salvatore si occupava di tenere i rapporti con i politici assicurando loro i voti necessari in cambio di favori: infatti nel 1986, nonostante fosse latitante, risultò iscritto alla loggia massonica "Armando Diaz" di via Roma a Palermo, insieme a diversi potenti, come l'esattore di Salemi Nino Salvo e l'avvocato Vito Guarrasi.
L'11 febbraio 1991, insieme ad altri 39 boss, venne scarcerato per la scadenza dei termini di custodia cautelare dalla prima corte di Cassazione presieduta da Corrado Carnevale. Fu una decisione che generò grande fragore all'interno dell'opinione pubblica. Michele Greco tornò così a Ciaculli il 27 febbraio e il giorno dopo alle domande dei giornalisti rispose dicendo: “Cinque anni di carcere vissuti in assoluto isolamento mi hanno provato moltissimo e se mi chiedete anche solo le mie generalità non sarei in grado di rispondere”. Quando gli venne chiesto di dare la sua opinione sul giudice Carnevale rispose: “Siamo in quaresima e mi parlate di Carnevale. In questi anni di galera ho trovato conforto solo nella Bibbia che è la base fondamentale: ci sono stati anche dei porci che hanno osato fare dell'ironia al riguardo, ma io me ne fotto”. I giudici stabilirono che poteva restare a casa per cinque giorni dopo di che avrebbe dovuto trasferirsi in un altro comune sotto i 10 000 abitanti. Al terzo giorno di libertà però il Consiglio dei ministri stabili con un decreto il congelamento dei tempi processuali indi per cui non erano scaduti i termini di custodia cautelare e quindi il 1º marzo tornò in carcere.
Michele Greco, detenuto all'Ucciardone sotto il regime del 41 bis, in seguito all'uccisione del giudice Paolo Borsellino, venne trasferito nel carcere di Pianosa insieme ad altri 55 componenti di Cosa nostra. Successivamente venne portato nel carcere di Cuneo dove rimase fino al 1998 quando, per gravi motivi di salute, venne trasferito definitivamente nel carcere di Rebibbia, a Roma.

### Morte
Morì il 13 febbraio 2008 all'ospedale "Sandro Pertini" di Roma, nel quale si trovava da alcune settimane, per un tumore ai polmoni. Non gli furono concessi funerali solenni a causa di un divieto della Questura. Le esequie vennero celebrate nella chiesa del camposanto di Sant'Orsola e vi parteciparono esclusivamente il figlio Giuseppe e pochi altri conoscenti e familiari.

## Processi

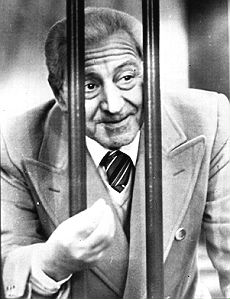
Michele Greco al Maxiprocesso di Palermo (1986).

- Nel 1987, al Maxiprocesso di Palermo, Greco venne condannato in primo grado all'ergastolo come mandante di numerosi delitti (omicidi Di Cristina, Bontate, Inzerillo, Giuliano, Zucchetto, tentato omicidio di Contorno, uccisione dei parenti di Buscetta, Contorno e Giovannello Greco, stragi di via Carini e della circonvallazione, ecc.) insieme a Bernardo Provenzano, Totò Riina e altri[52][53].
- Nel 1994, Greco subì il secondo ergastolo per 3 omicidi dei pentiti: Salvatore Anselmo, Mario Coniglio e Leonardo Vitale e per quello di Pietro Busetta, un cognato di Tommaso Buscetta insieme a Bernardo Provenzano, Francesco Madonia, Bernardo Brusca, Totò Riina e Giuseppe Calò[54][55].
- Nel 1995, nel processo per l'omicidio del tenente colonnello Giuseppe Russo, Michele Greco venne condannato all'ergastolo insieme a Bernardo Provenzano, Salvatore Riina e Leoluca Bagarella[56].
- Nello stesso anno, nel processo per gli omicidi dei commissari Beppe Montana e Ninni Cassarà, venne pure condannato all'ergastolo insieme a Salvatore Riina, Bernardo Brusca, Francesco Madonia e Bernardo Provenzano.
- Seguì il processo per gli omicidi di Piersanti Mattarella, Pio La Torre e Michele Reina, nel quale gli viene inflitto un ulteriore ergastolo insieme a Salvatore Riina, Bernardo Brusca, Bernardo Provenzano, Giuseppe Calò, Francesco Madonia e Nenè Geraci[57][58].
- Sempre nel 1995, nel processo-stralcio del Maxiprocesso per l'omicidio del generale Carlo Alberto dalla Chiesa, del capo della mobile Boris Giuliano e del professor Paolo Giaccone, Greco venne condannato all'ergastolo insieme a Salvatore Riina, Bernardo Provenzano, Giuseppe Calò, Bernardo Brusca, Francesco Madonia, Nenè Geraci e Francesco Spadaro[59].
- Nel 1997, nel processo per l'omicidio del giudice Cesare Terranova, Michele Greco ricevette un altro ergastolo insieme a Salvatore Riina, Bernardo Brusca, Giuseppe Calò, Nenè Geraci, Francesco Madonia e Bernardo Provenzano[60].
- Nel 2003 ricevette un altro ergastolo insieme con Salvatore Riina, Leoluca Bagarella, Raffaele Ganci, Francesco Madonia e Bernardo Provenzano per l'omicidio del giornalista Mario Francese[61].

### Assoluzioni
- Nel 1984, nel processo per la strage di via Pipitone Federico, in cui rimasero uccisi il giudice Rocco Chinnici, due agenti di scorta e il portiere dello stabile in cui abitava il magistrato, Michele Greco venne condannato in primo grado all'ergastolo in contumacia insieme al fratello Salvatore (detto "il Senatore"), Pietro Scarpisi e Vincenzo Rabito[28]. Dopo un tortuoso iter giudiziario e ben cinque processi, nel 1990 vennero tutti definitivamente assolti dalla Cassazione[62][63].